# 브리스틀 대학교
브리스톨 대학교(University of Bristol)는 노벨상 수상자 12명을 배출한 영국의 전통적인 명문대학으로 학문적인 성향이 강하다. 1876년 설립된 유니버시티 칼리지, 브리스틀이 전신이고 1909년에 왕실의 인가를 받았다. 유럽의 명문대학 리그인 코임브라 그룹 (Coimbra Group)의 영국 4개대학 (옥스퍼드 대학교, 케임브리지 대학교, 에든버러 대학교, 브리스틀 대학교, 더럼 대학교)중 하나이고, 러셀 그룹 (Russel Group)의 일원이며 공동연구단체인 세계 대학 네트워크(Worldwide Universities Network)의 회원이다. 한때 레드 브릭 대학교의 일원으로 불리기도 했으나 브리스틀 대학교는 중세 대학처럼 학문적 성향이 강해 지금은 잘 사용되지 않는다.
브리스틀 대학교는 영국의 대학지원 선호도에서 매년 1위를 차지하는 대학으로 정원비 지원 경쟁률이 14:1로 영국에서 가장 높으며 경제학과 법학과 같은 인기가 높은 학과의 경우 경쟁률이 40:1에 달한다. 입학생들의 평균 대입시험(A-Level) 점수는 AAAA로 영국최고수준이며, 이중 명문사립학교 출신이 41%에 육박하여 옥스퍼드 대학교, 케임브리지 대학교에 이어 3위를 차지한다. 2010년 더 타임즈-QS 세계대학랭킹에서 세계 27위의 대학으로 순위에 올랐다.

## 역사

### 설립
브리스틀 대학교의 시초는 1595년 설립된 머천트 벤쳐러스 공업학교(Merchant Venturers’ Technical College)로 후에 브리스틀 대학교의 공과대학이 되었다. 그외의 전신으로 1833년 설립된 브리스틀 의학교(Bristol Medical School)와 1876년 설립된 유니버시티 칼리지, 브리스틀 (University College, Bristol)이 있다. 대학교는 각각 담배농장과 초콜릿으로 부를 쌓은 된 윌스(Wills)와 프라이(Fry) 가문의 지원을 받아 1909년 왕실의 인가를 받았다. 대학교의 전신인 유니버시티 칼리지는 영국에서 여성을 남성과 동등한 자격으로 입학할 수 있도록 허용한 최초의 대학기관이나, 여성이 의과대학에서 시험을 치를 수 있도록 허용된 것은 1906년에서이다.

### 발전
영국의 국왕 조지 5세의 인가를 받은 1909년 이후 빠른 발전을 하여 현재, 지역에서 가장 규모가 큰 고용주이다. 브리스틀 대학교는 도심에 위치한 여타 영국의 대학교들과 마찬가지로 격리된 캠퍼스가 없으나 "대학 관할지구(University Precinct)"라 불리는 넓은 지역내에 분포해 있으며 모두 브리스틀 시내에 위치하고 있다. 유럽의 명문대학 리그인 코임브라 그룹(Coimbra Group)의 영국 4개대학 (옥스퍼드 대학교, 케임브리지 대학교, 브리스틀 대학교, 에든버러 대학교)중 하나이고 영국 명문대학리그인 러셀 그룹(Russel Group)의 일원이며 공동연구단체인 세계 대학 네트워크(World University Network)회원이다.

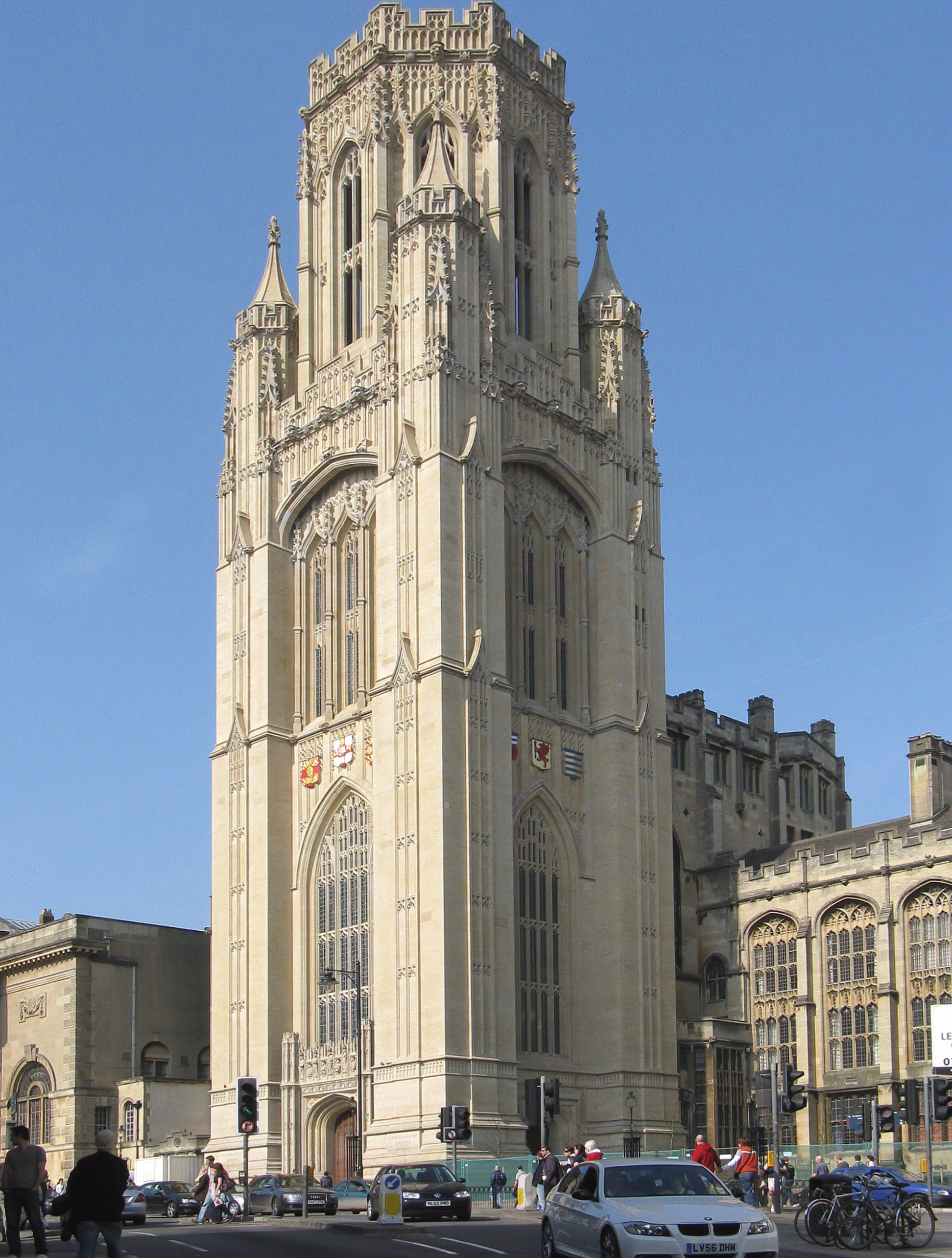
Wills Memorial Building: 법학과

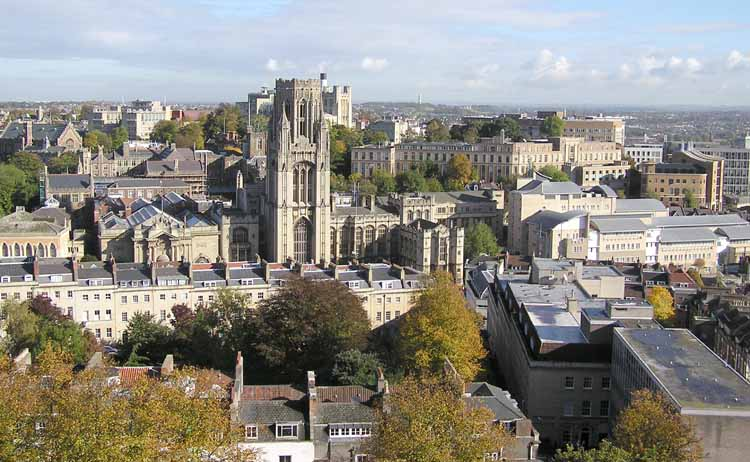
브리스틀 대학교 전경

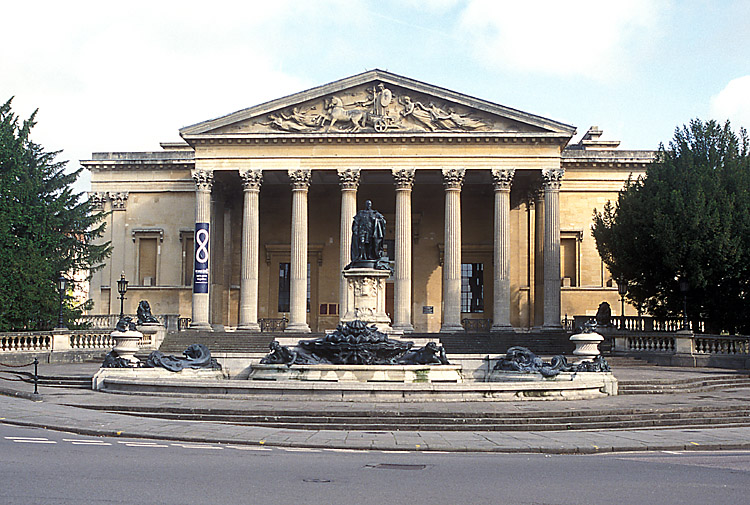
The Victoria Rooms: 음악과

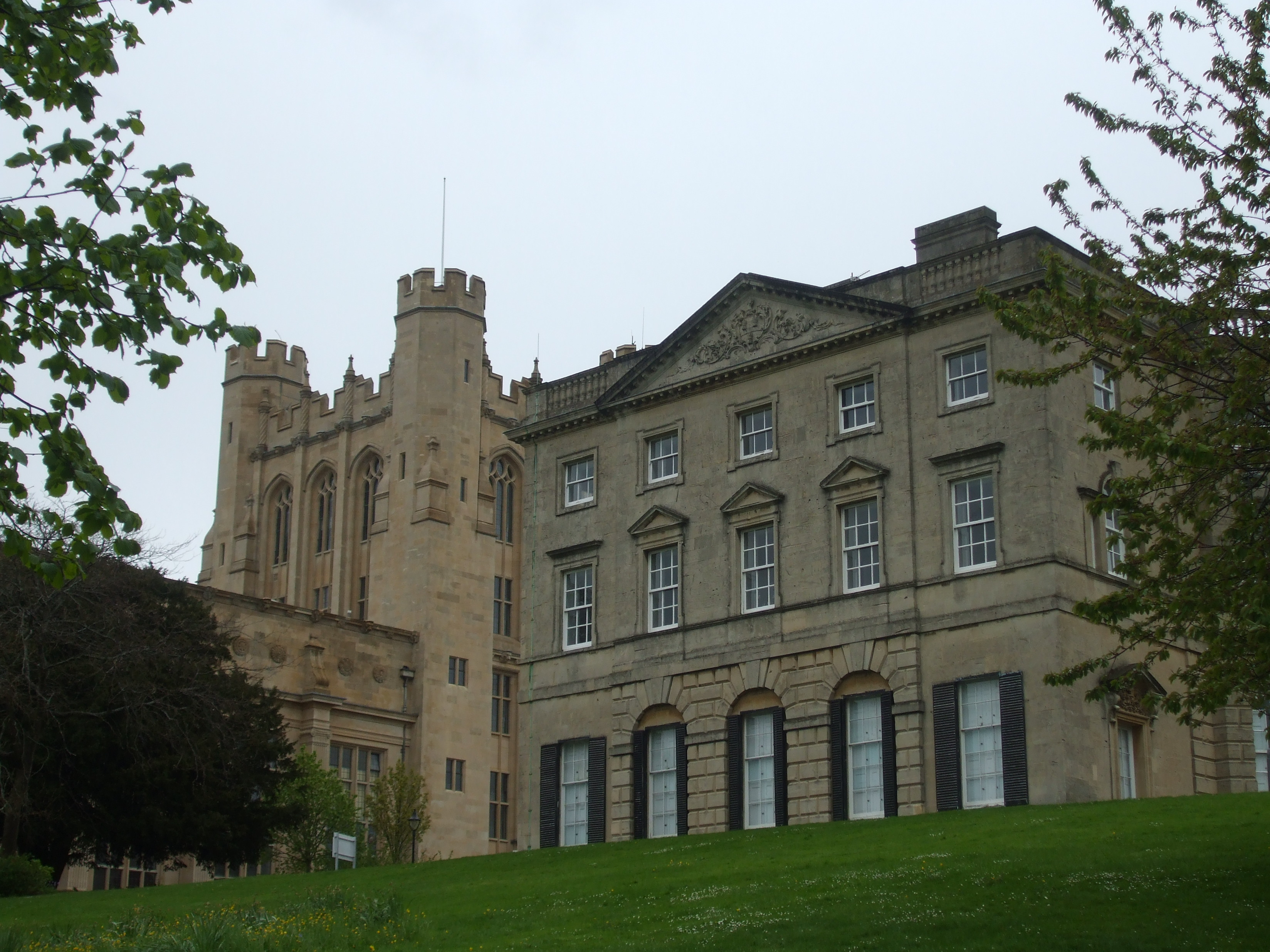
물리학과

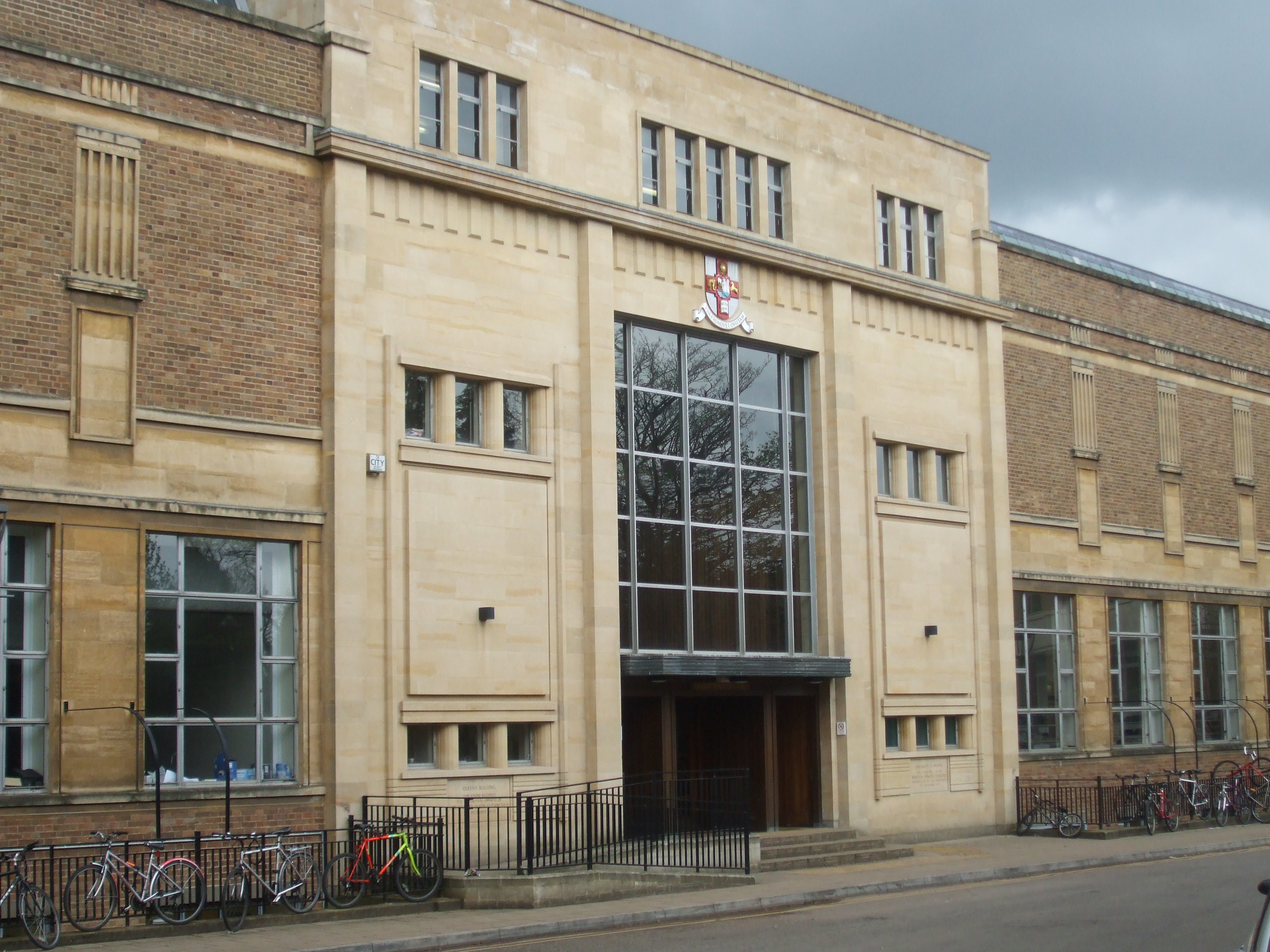
공학부

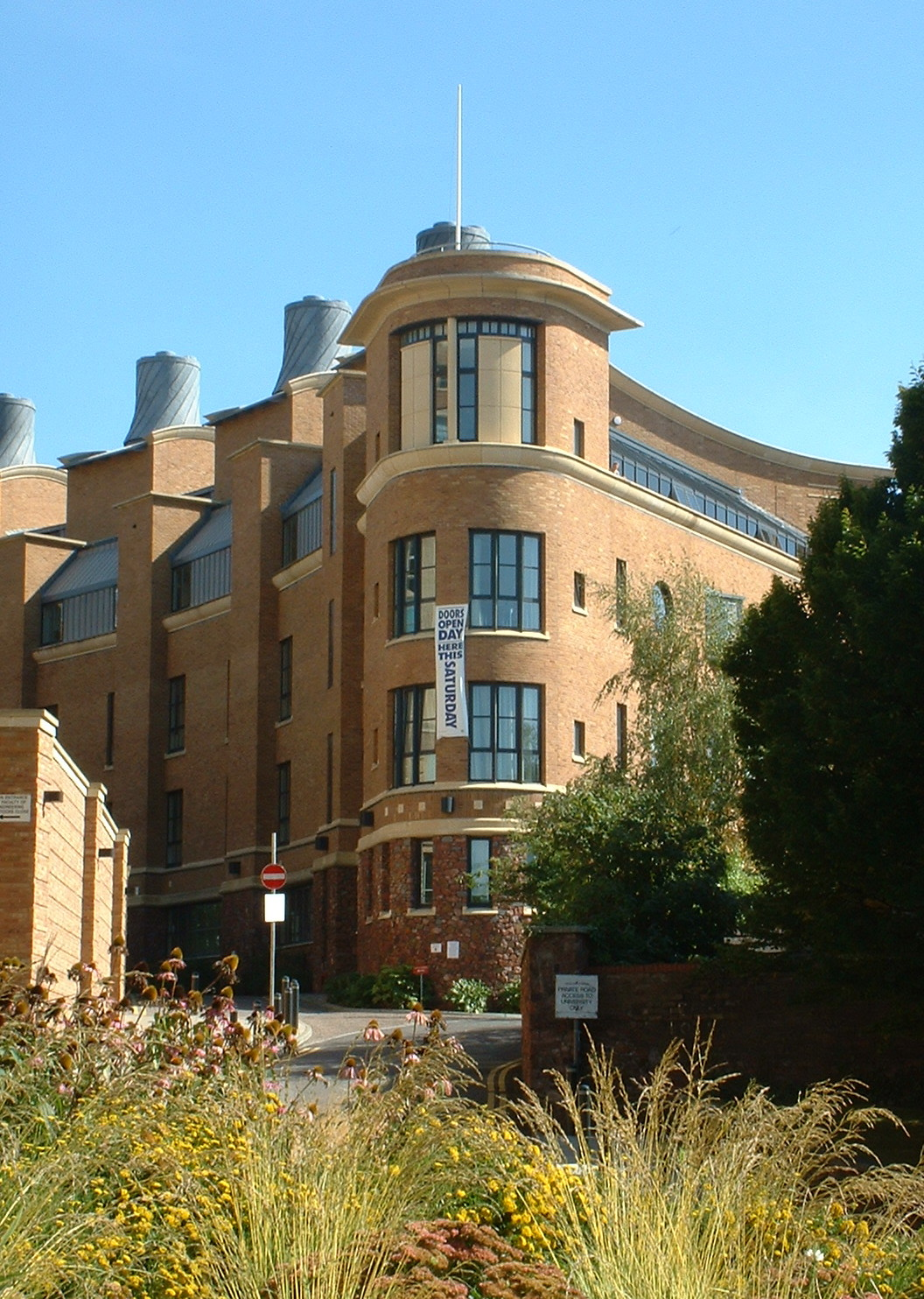
화학과

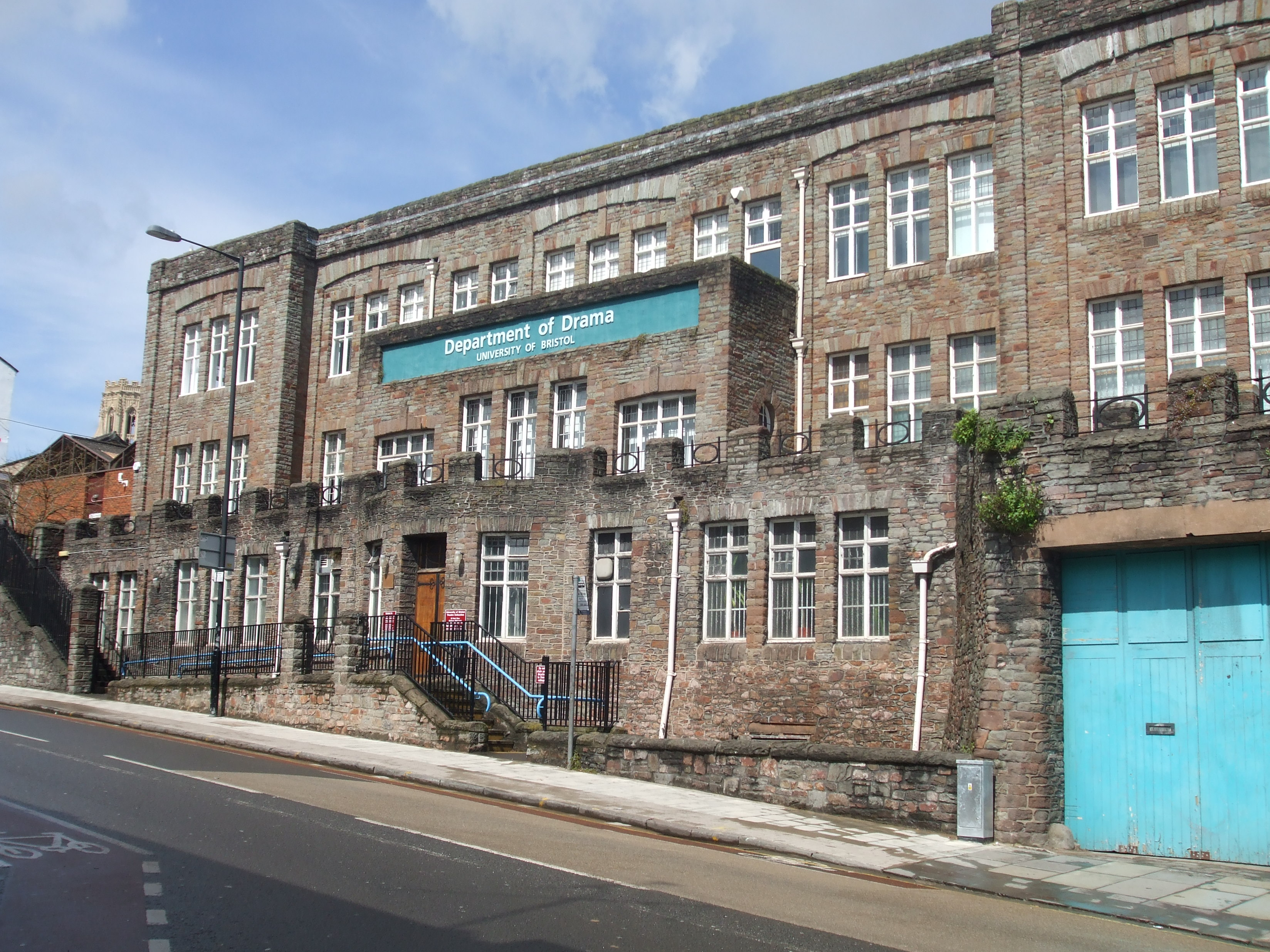
드라마

#### 초기
1876년 유니버시티 칼리지의 창립이후, 정부지원은 1889년 시작되었다. 1893년 브리스틀 의학교(Bristol Medical School)와, 1909년에는 머천트 벤처러스 공업학교(Merchant Venturers' Technical College)와 병합하였고. 이 병합으로 조달된 자금으로 지금도 가장 강세인 의학부와 공학부를 새로 설립하였다. 1908년, 프라이(Fry)와 윌스(Wills)가문에게서 지원을 받아, 1909년 왕에게 정식 인가를 받고 브리스톨 대학이라는 명칭이 사용되었다.
1920년, 조지 윌스(George Wills)가 빅토리아 룸즈(Victoria Rooms)를 구매하여 학생회관으로 사용하도록 대학에 기증하였다. 현재 이 건물은 음대 본관으로 사용되고 있다.
브리스틀 대학 초기시절 유명한 동문들중에는 폴 디락(Paul Dirac)이 있다. 폴 디락은 1921년 공과대학을 졸업하였고 양자역학의 선구자로 1933년 노벨물리학상을 수상하였다. 이후로 여러 노벨수상자들을 배출하였고 그중에는 1950년 노벨물리학상을 수상한 세실 파월(Cecil Frank Powell);, 1967년 핵반응에 대한 연구로 노벨물리학상을 수상한 한스 베테(Hans Albrecht Bethe) 그리고 전자기파의 편향등으로 1977년 역시 물리학상을 수상한 네빌 프랜시스 모트 경(卿)(Sir Nevill Francis Mott)등이 있다.
1919년 "정부로부터 재정적 지원을 받더라도 연구 활동은 정부의 간섭으로부터 자유로워야 한다"는 "홀데인 원칙"으로 유명한 대법관 홀데인(Richard Haldane) 자작이 두 번째 총장으로 임명되었고 그 뒤를 이어 1929년, 훗날 영국 수상이 되는 윈스턴 처칠이 세 번째 총장으로 취임하여 1965년까지 연임하였다.
2세계대전중에는 윌스 메모리얼 빌딩이 독일군의 폭격으로 파손되었으나 훗날 다시 원래대로 복원되었다.

#### 전후(戰後) 발전
1946년 대학은 영국에서 최초로 드라마 학부를 개설하였고 같은 해, 전쟁에서 돌아온 군인들을 위한 특별시험전형을 적용하였다. 학생수가 늘어감에 따라 공과대학은 1955년 퀸스 빌딩(Queen's Building)으로 이전하였으나 1996년 전기공학과와 컴퓨터공학과는 건너편의 새로 건설한 머천트 벤처러스 빌딩으로 이전하였다. 지금 퀸스 빌딩은 토목공학과와 기계공학과, 항공공학과만 수용하고 있다.
1960년대 전례없는 학생수의 성장에 학생회관(Student Union)은 1965년, 클리프턴의 새로운 건물로 이전하게 된다. 새로운 학생회관은 넓은 규모를 자랑하나 클리프턴 지역의 타건물과 조화되지 못한 흉한 건물로 알려져 있기도 하며. 심지어 영국방송 BBC의 투표에서 가장 보기 흉한 건물중 하나로 지목되기도 했다. 이에 따라 대학에서는 학생회관을 새로운 건물로 이전하는 방법을 검토하였고 최근에는 건물을 재단장 하는 것으로 의견이 모아지고 있다.
1960년대 영국은 학생운동이 활발한 시기였고 이는 브리스틀도 예외가 아니었다. 1968년에는 학생보조금의 증가를 요구하는 행진이 있었고 긴장은 이사회장(Senate House)에서 11일간의 연좌항의에서 최고조가 되었다. 이 기간동안의 총장으로는 1965년 임명된 뷰포트(Beaufort)의 공작인 헨리 서머셋(Henry Somerset)과 뒤를 이어 1970년 임명된 유생분자학으로 노벨화학상을 수상한 도로시 호지킨(Dorothy Hidgkin)이 있다.
1988년부터는 로이즈 은행(Lloyds Bank)의 회장 제레미 모스 경(卿)이 총장으로 재직하였고 2003년에는 최초의 여성 최고법관(Lord of Appeal in Ordinary)인 브렌다 해일(Brenda Hale)이 인계를 받았다.
브리스틀에는 영국내 몇개 되지 않는 청각장애연구센터가 1981년 설립되었고 1988년에는 학습장애 연구를 위한 노라 프라이 센터가 설립되었다. 1988년과 2004년에 학생회는 전국학생회(NUS)에서 탈퇴하기로 결정하였으나 전교생투표에서 결정이 번복되어 아직 일원으로 남아있다.
2002년, 대학은 당시 영국총리였던 토니 블레어(Tony Blair)의 아들인 유안 블레어(Euan Blair)가 브리스틀에 입학했다는 정보가 언론에 노출되면서 큰 논란이 되기도 하였다.
대학원생이 크게 증가하자 독립적인 학생회가 요구되어 2000년 대학원 학생회(PGU)가 창설되었다. 지적자산에 대한 관심이 높아져가면서 2001년 브리스틀 대학은 지적자신상품기업인 IP2IP0과 25년간의 연구자금조달 협약을 맺었고 2007년에는 과학혁신고등복합센터(ACCIS)와 브리스톨 사회문제연구소(BIPA)를 설립하였다.
2002년에 대학 관할지구 중심에 새로운 스포츠센터를 건립하였고 2004년에 공과대학은 브리스틀 고등역학공학실험실(BLADE)을 건립하였다. 1,850만 파운드가 동원된 이 프로젝트는 유럽에서 가장 훌륭한 시설로 알려져 있으며 2005년 3월 완공식에는 엘리자베스 2세 여왕이 참석하기도 하였다.
2005년 1월, 화학과는 대학자금위원회(Higher Education Funding Council for England)로부터 450만 파운드를 지원받아 브리스틀 켐랩이란 영국유일의 화학교육센터를 설립하기도 하였다. 향후 대학 관할구역을 재개발하는 계획도 세워져 있다.

#### 2003년 입학 논쟁
브리스틀 대학은 그동안 일부언론에서 지나치게 엘리트주의적이라 명시되곤 했다. 그 이유로는 영국학생의 7%에 불과한 사립학교출신들이 브리스틀 대학교 재학생의 41%에 달한다는 점과, 서민층의 자녀가 14%에 불과하다는 점 때문이다. 이는 옥스퍼드 대학과 케임브리지 대학에 이어 가장 사립학교 출신비율이 높고 서민층 비율이 낮다. 2003년 3월에는 브리스틀 대학의 입학정책이 논란에 휩싸이기도 했는데, 일부 학교들이 자신들의 학생들이 브리스틀 대학의 입학심사에서 차별을 받고 있다며 보이콧을 행사하겠다는 발언에서 비롯되었다. 이 사건은 브리스틀 대학이 강력하게 부정하였고 2005년 8월, 대규모 표본조사결과 사립학교위원회는 브리스틀 대학이 특정학교 출신을 차별한다는 증거는 발견되지 않았다고 발표했다. 대학은 새로운 입학정책을 세워 지원자들의 배경에서 어떤점이 중요시 되는지 공개적으로 밝히고 저소득층자녀 유치에 매년 100만 파운드를 지원하고 있다. 하지만 아직도 낮은 서민층 비율과 높은 사립학교출신비율은 변하지 않고 있어 브리스틀 대학은 상류층의 엘리트를 선호한다는 대중인식이 강하게 남아있으며 이로 인해 가디언, 인디펜던트와 같은 진보언론의 비난에 시달리고 있다.

## 학문적 위상
브리스틀 대학교는 영국에서 옥스퍼드 대학, 케임브리지 대학을 잇는 전통적인 명문대학으로 순수학문에 집중하는 대학이다. 2000년대 초반까지 영국대학랭킹에서 4위를 지켜왔고 거의 매년 상위10개 대학에 포함되어 왔다. 영국신문 더 타임즈가 QS에 의뢰해 매년 발표하는 QS세계대학랭킹에서 2010년 세계 27위로 선정되었다. 브리스틀은 또한 영국대학에서 옥스퍼드와 케임브리지 다음으로 높은 비율로 우등졸업(Good Honours)을 하며 2010년 대학발전센터의 우수랭킹조사에서 7개학부 모두가 최우수(Excellent)판정을 받은 단 4개의 대학(옥스퍼드, UCL, 브리스톨, 맨체스터)중 하나이다.
반면 2008년 전국학생조사에서 매우 낮은 학생만족도를 기록하기도 했다. 이는 학생만족도가 큰 비율을 차지하는 영국대학랭킹조사의 특성상 브리스틀에게 매우 불리하게 작용해 2000년대 초반까지만 해도 영국대학랭킹에서 4위를 차지하던 브리스틀의 순위가 하락한 원인이 되고 있다.
브리스틀 대학은 전통적으로 컴퓨터공학, 수학, 전기공학, 토목공학, 생화학, 물리학, 화학, 의학과 같은 이공계가 유명하나 경제학, 금융/경영학, 법학 또한 강세이다.
연구분야가 매우 강세이고 2001년 연구평가(Research Assessment Exercise)에서 15개 학과가 최고수준인 5*를 받았고 46개중 36개의 학과와 76%의 연구인력이 5 혹은 5*의 평가를 받았다. 수업의 질을 평가하는 조사(Teaching Quality Assessment)에서는 해당조사가 폐지되기 전까지 평균 22.05/24이라는 높은 점수를 받았다. 입학지원에서 브리스틀은 2010년 평균 9:1의 경쟁률을 기록하였고 평균입학성적 또한 478.5이었다. 중도하차비율도 3.1%로 영국에서 가장 낮은 수준이다.

## 학생회와 학생들의 생활

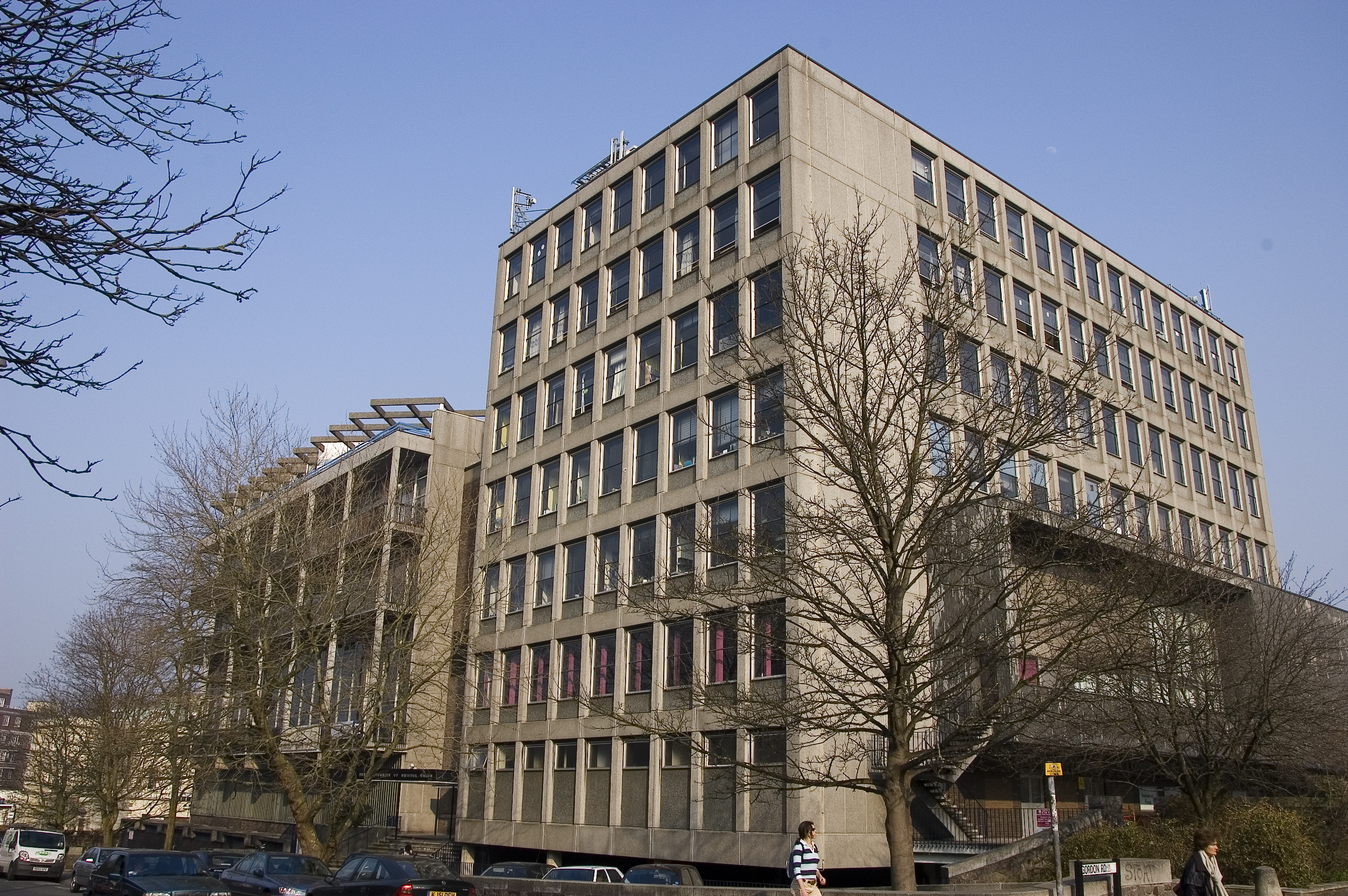
학생회관 (Student Union)

브리스틀 대학의 학생회관은 영국에서 가장 규모가 크다고 알려져 있으며 학생라디오방송국인 버스트(BURST)와 학생신문 에피그램(Epigram)이 위치해 있다. 학생회는 신입생파티 조직과 자원봉사와 같은 지역활동 조정, 오락이벤트와 동아리 조직등을 맡아 한다.
이전 학생회장들 중에는 저명한 방송인인 수 로울리와 자유민주당 의원인 렘빗 오픽등이 있다. 대학원 학생회와 영국대학체육회 회원인 체육학생회도 별도로 존재한다. 뛰어난 운동선수에게 파란색이 수여되는 옥스퍼드/케임브리지 대학과 차별성을 두어 브리스틀의 걸출한 운동선수에게는 붉은색이 수여된다.

## 기숙사

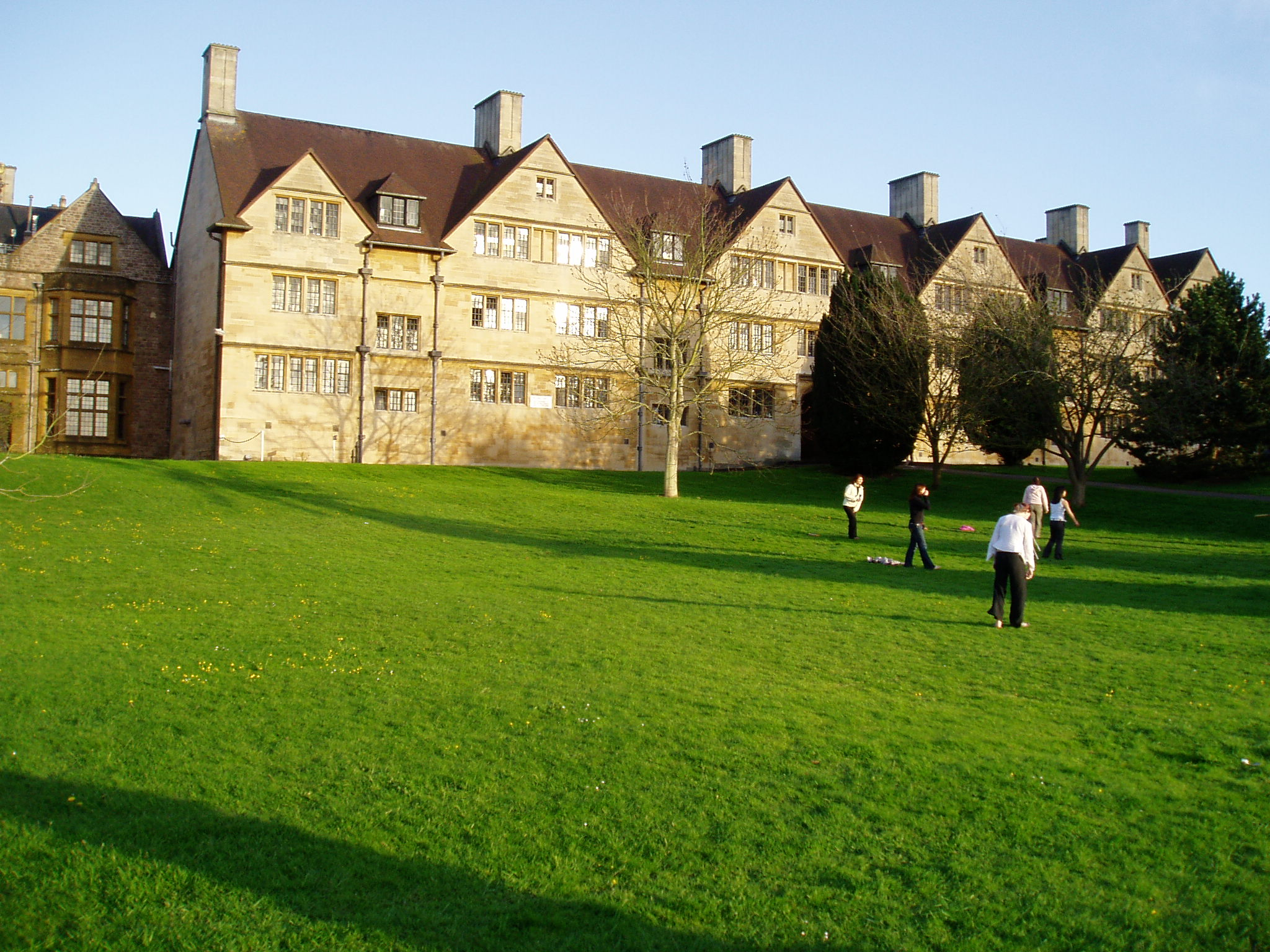
윌스 홀(Wills Hall) 기숙사

브리스틀 대학에는 총 16개의 기숙사와 1개의 학생호스텔, 다수의 학생아파트가 있다. 이중 대학원생 기숙사는 총4곳이다.
학생기숙사는 거의 대학 관할구역내에 있거나 클리프턴(Clifton) 혹은 스토크 비숍(Stoke Bishop)에 위치한다. 스토크 비숍에 위치한 윌스 홀(Wills Hall)이 1929년 처음으로 학생들에게 개방되었고 그 동안 두번의 확장공사를 거쳤다.
총장이었던 윈스턴 처칠의 이름을 딴 처칠 홀(Churchill Hall)이 1956년 건립되었고 뒤를 이어 1964년 배독 홀(Badock Hall)이 개방되었다. 배독 홀이 설립되었을 당시 일부 건물은 아얏 베이커 홀(Hiatt Baker Hall)이라 불리기도 했으나 2년 후 다른 장소로 이전되어 현재 가장 규모가 큰 기숙사이다.
스토크 비숍에서 처음으로 직접 요리가 가능한 기숙사는 유니버시티 홀(University Hall)로 1971년 건립되었고 1992년 확장공사를 거쳤다. 대학의 가장 근래에 건립된 기숙사는 더덤 홀(Durdham Hall)로 스토크 비숍에서 1994년 개방되었다.

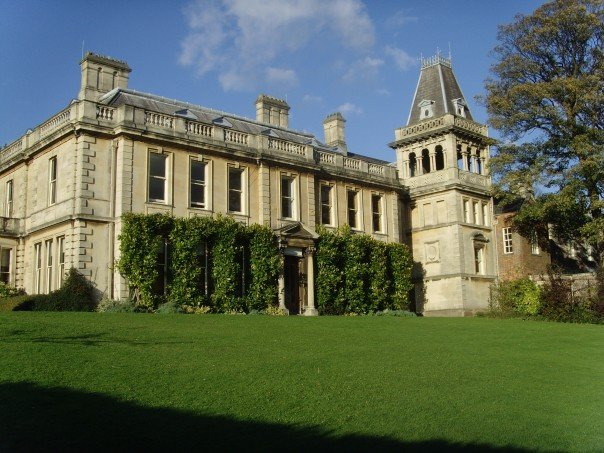
골드니 홀(Goldney Hall)

골드니 홀(Goldney Hall)은 클리프턴에서 18세기 초반에 동명(同名)의 부유한 상업가문에 의해 건설되었고 1956년 대학으로 흡수되었다. 골드니 홀은 촬영장소로 인기가 있어 "나니아 연대기", "엘리엇 하우스(THe House of Elliott)", "Truly, Madly, Deeply", "Only Fools and Horses", "Casualty"등의 영화나 텔레비전 프로그램의 촬영장소로 사용되었다. 골드니 홀 지면의 석굴은 영국 1등급 보존건축물(Grade I)로 지정되어 있기도 하다.
클리프턴 힐 하우스(Clifton Hill House)기숙사 또한 1등급 보존건축물로 1750년 아이작 웨어에 의해서 건축된 건물로 1909년부터 대학건물로 사용되어 왔다.
매너 홀(Manor Hall)은 다섯개의 분리된 건물로 이루어져 있으며 1932년 완공되었다. 

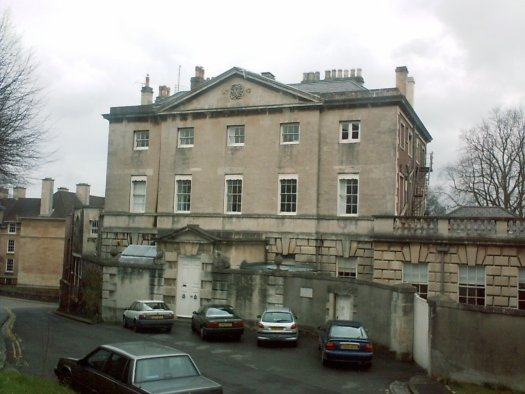
클리프턴 힐 하우스(Clifton Hill House)

 부속건물중 하나인 매너 하우스(Manor House)는 근래들어 재단장하여 1999년 다시 개방되었다. 골드니 홀은 아름다운 정원이 있는 현대식 시설인데 반해 클리프턴 힐 하우스의 훨씬 작고 인기가 적다. 매너 홀의 기숙사들의 방이 가장 크고 오래되었으며 정원이 매우 아름답다.
관할구역 근처의 기숙사 몇군데는 최근에 지어져 위탁업체가 관리를 하고 있다. 이러한 기숙사들로는 유나이트 하우스(Unite House:2000), 챈트리 코트(Chantry Court:2003), 뉴브라이드 웰(New Bridewell:2016)등이 있다.

## 학과 구조
대학의 학과와 부서들은 6개의 학부에 부속되어 있다.

### 인문학부(Faculty of Arts)
- 고고학과 인류학 Archaeology and Anthropology
- 드라마: 연극, 영화, 방송 Drama: Theatre, Film, Television
- 미술사학 History of Art
- 음악 Music
- 철학 Philosophy
- 고전문학과 고대사 Classics & Ancient History
- 영어 English
- 역사학 Historical Studies
- 신학 Theology and Religious Studies
- 불어 French
- 독일어 German
- 스페인, 포르투갈어와 라틴아메리카학Hispanic, Portuguese and Latin American Studies
- 이탈리아어 Italian
- 러시아어 Russian

### 공학부 (Faculty of Engineering)
- 항공우주공학 Aerospace Engineering
- 토목공학 Civil Engineering
- 컴퓨터공학 Computer Science
- 전기공학 Electrical and Electronic Engineering
- 공업수학 Engineering Mathematics
- 기계공학 Mechanical Engineering
- 공업디자인 Engineering Design

### 의학/수의학부 (Faculty of Medical and Veterinary Sciences)
- 해부학 Anatomy
- 생화학 Biochemistry
- 세포와 분자의학Cellular & Molecular Medicine
- 임상수의학 Clinical and Pre-Clinical Veterinary Science
- 생리학과 약리학 Physiology and Pharmacology

### 과학부 (Faculty of Science)
- 생물학 Biological Sciences
- 화학 Chemistry
- 지구과학 Earth Sciences
- 실험적 심리학 Experimental Psychology
- 지리학 Geographical Sciences
- 수학 Mathematics
- 물리학 Physics

pharmacology
학

### 의학/치의학부 (Faculty of Medicine and Dentistry)
- 임상학(노스 브리스톨) Clinical Science at North Bristol
- 임상학(사우스 브리스톨) Clinical Science at South Bristol
- 지역의학 Community-Based Medicine
- 구강치의학 Oral & Dental Science
- 사회의학 Social Medicine

### 사회과학/법학부Faculty of Social Sciences and Law
- 언어병리학 Audiology
- 정치학 Politics
- 사회 복지 Social Work
- 사회학 Sociology
- 교육학 (대학원) Education (Graduate School of)
- 지리학 Geographical Sciences (affiliated)
- 정책학 Policy Studies
- 청각장애 Deaf Studies
- 청각과 균형 Hearing and Balance Studies
- 운동, 영양과 건강 Exercise, Nutrition and Health Sciences
- 회계금융 Accounting and Finance
- 경제학 Economics
- 경영학 Management
- 법학 Law
- 동아시아학 센터 East Asian Studies (Centre for)

## 조직
대다수 영국의 대학들과 마찬가지로 형식상의 총장과 실무를 담당하는 부총장, 네명의 직업부총장과 세명의 직업총장이 있고 대학법원에서 이의를 제기하지 않는 한 총장의 임기는 통상 10년이고 부총장은 3년이다. 하지만 직업총장과 직업부총장의 임기에 제한은 없다. 2008년 9월부터는 부총장의 부재시 대리업무를 하는 대리부총장도 존재한다.
대학운영에 대한 책임은 부총장과 같은 실무진에 있으나 평의원회(Council)만이 학업조항을 제외한 대학의 법령과 헌장의 변경을 추천할 수 있다. . 실제 변경은 이사회의 동의가 필요하며 이사회는 교육과 학습, 시험, 연구, 경영에 걸친 모든 분야에 책임이 있다. 총장과 직업총장은 이사회에 의해 지명되며 법원에 의해 공식 임명되며 법원은 이러한 임명권한의 권력만이 인정된다.

## 상징

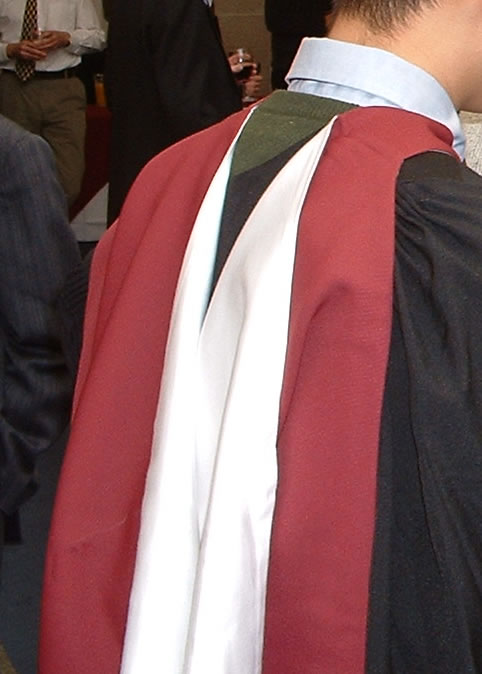
예복

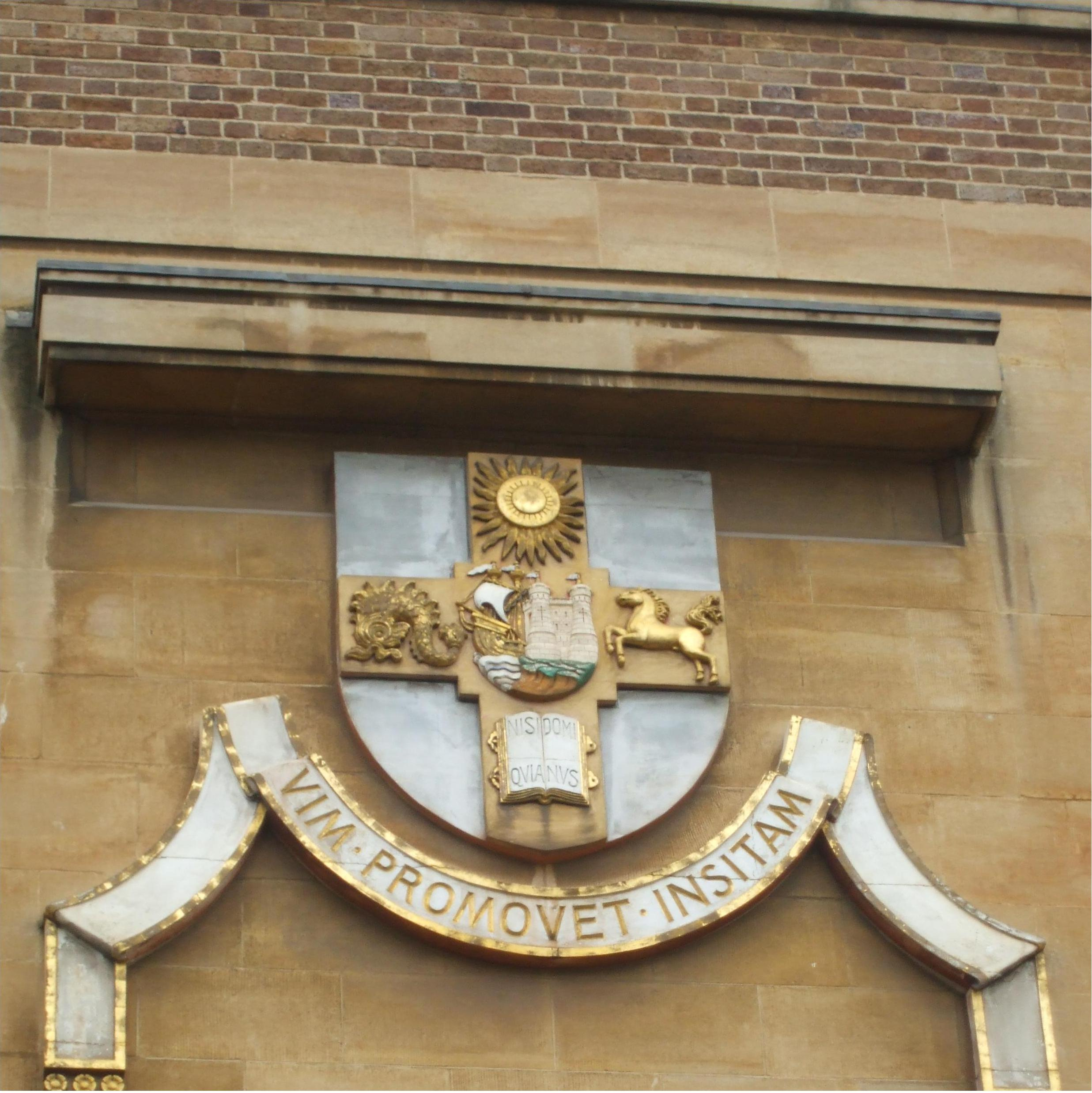
대학교 문장

### 예복
케임브리지와 옥스퍼드 예복의 혼합형태이다. 케임브리지 유형의 등에 드리는 천과 옥스퍼드 유형의 가운을 착용하며, 천의 색은 여타 영국의 대학들과 달리 브리스틀 대학의 상징색인 붉은 색을 착용하도록 되어 있다. 예복의 종류는 학부예복, 석사예복, 박사평복과 박사예복, 이렇게 4가지가 있으며, 각자 종류는 특별한 경우르 제외하고는 동일해야 한다. 전통적으로 모자는 쓰지 않도록 되어 있으나, 졸업생이나 교직원은 쓸 수 있다.
- 학부 - 케임브리지 무늬의 검은색 가운과 등에 드리는 천. 천은 대학을 상징하는 붉은 색 비단. 여성은 검은색의 부드러운 사각모를 쓰는 것이 허용된다. 의대, 법대, 음대생은 천의 색과 줄무늬가 약간 다르다.

- 석사 - 검은색 옥스퍼드 무늬의 가운이며 소매는 끝이 둥글어야 하며 홈이 없어야 한다. 등에 드리는 천은 대학의 상징인 붉은색 비단과 흰색 비단이 어우러져야 한다.

- 박사 - 평복은 석사와 비슷하나 예복은 주황색 옥스퍼드 유형의 가운에 깃은 연어색이고 3.5인치 간격이어야 한다. 등에 드리는 천은 케임브리지 무늬에 대학의 상징인 붉은색과 연어색의 비단이 어우러져야 한다.

브리스틀 대학교는 졸업식에서 졸업모를 쓰지 않는 몇 되지 않는 대학교중 하나이다. 전해내려오는 이야기에 따르면 졸업식날 남성들은 여성이 남성과 평등한 교육을 받는 것에 대한 항의의 표현으로, 졸업모를 여성 졸업생들 향해서나 클리프턴 현수교 아래로 던졌고 그로 인해 졸업모를 착용하지 않게 되었다고 한다.

### 의장과 문장
의장은 윌스(Wills)가문을 상징하는 태양과 콜스턴(Colston)홀을 상징하는 돌고래, 프라이(Fry)가문을 상징하는 말, 그리고 배와 성이 그려진 중세 브리스틀의 문장이 표현되어 있다. 문장에 대한 초기의 기록은 다음과 같다.
"정방형의 십자가위의 은빛은 브리스틀 문장을 방패복판의 세로줄과 장대한 태양사이에 부착시키고, 펼쳐진 채로 고정된 성경은 Nisi quia Dominus가 새겨져 있으며, 방패의 우측에는 돌고래가, 좌측에는 정세에 밝은 말이 조각되어 있다."
성경에 새겨진 Nisi quia Dominus는 구약성서 시편 124행을 시작하는 라틴어로 "만약 신께서 우리와 함께 하시지 않았더라면.."이란 뜻이다.

## 인물
브리스틀 대학은 11명의 노벨수상자를 배출하였고 12명의 왕립공학아카데미 회원, 18명의 왕립학회 회원, 10명의 의학아카데미 회원과 10명의 영국아카데미 회원을 보유하고 있다.
교수진으로는 양자역학과 기하학적 위상의 최초 발견자중 한명인 마이클 베리 경, 양자해독법으로 2001년 세계기록을 세운 존 래리티(John Rarity), BBC방송의 '연안에서 연안까지(Coast to Coast) 진행자이자 고고학자인 마크 호튼(Mark Horton), 글로스터셔 대학 부총장인 패트리샤 브로드풋(Patricia Broadfoot), 워릭 대학교(University of Warwick) 부총장인 나이젤 쓰리프트(Nigel Thrift), 에프스타인-바 바이러스(Epstein-Barr virus) 발견자인 안소니 에프스타인(Anthony Epstein)등이 있다.

### 동문
브리스틀 대학 동문중 저명한 작가로는 딕 킹 스미스(Dick King-Smith), 안젤라 카터(Angela Carter), 데이비드 니컬스(David Nicholls)등이 있다. 그 외 IMF 총재 도미니크 스트로스칸(Dominique Strauss-Kahn), 학생시절 브리스틀 학생신문 에피그램(Epigram)을 창립했던 BBC 뉴스의 정치부장 제임스 란데일(James Landale), 텔레그래프(Telegraph) 미디어 그룹의 편집장 윌리엄 루이스(William Lewis), 모나코 대공 알베르 2세(Albert II), 일루셔니스트 대런 브라운(Darren Brown), 글로벌 경제학자 로버트 배로(Robert Barro), E3 미디어 경영자 마이크 베넷(Mike Bennett), 싱어송라이터 제임스 블런트(James Blunt), 브리스틀 대학 학생회장이었던 자유민주당(Liberal Democrat) 의원 렘비트 오픽(Lembit Öpik)등이 있다. 맨체스터 유나이티드의 단장 에드 우드워드 (Ed Woodward) 또한 브리스틀 대학에서 물리학을 전공했다.
코미디계의 스타로는 맷 루카스(Matt Lucas)와 데이비드 윌리엄스(David Williams), 사이먼 페그(Simon Pegg), 크리스 모리스(Chris Morris), 로라 크레인-브루어(Laura Crane-Brewer), 크리스 랭햄(Chris Langham), 마커스 브리그스톡(Marcus Brigstocke), 대니 로빈스(Danny Robbins)등이 있다.
영화계의 저명인사중에는 영화프로듀서 믹 잭슨(Mick Jackson), 마이클 윈터바텀(Michael Winterbottom), 마크 에반스(Marc Evans), 크리스토퍼 스미스(Christopher Smith), 알렉스 콕스(Alex Cox), 피터 웨버(Peter Webber)외에도 그 수가 매우 많다.
한국 동문의 경우 더불어 민주당 당대표 비서 실장 김정우 국회의원, 경희대 대학원장 송재룡 교수 등 사회 각계에서 활동하는 인사가 많다.
더 자세한 동문리스트는 브리스틀 대학 웹사이트를 참조: 브리스틀 대학 저명한 동문들의 리스트.

## 같이 보기
- 영국의 대학 목록

## 추가 문헌
- Carleton, Don (1984) "University for Bristol: A History in Text and Pictures". University of Bristol P. ISBN 0-86292-200-3
- Delany, Rosalind (2002) "How Did This Garden Grow?: The History of the Botanic Gardens of the University of Bristol". Friends of Bristol University Botanic Garden ISBN 0-9543504-0-5
- Evans, Crossley (1994) "A History of Wills Hall University of Bristol". University of Bristol P. ISBN 0-86292-421-9
- Whittingham, Sarah (2003) "Wills Memorial Building". University of Bristol ISBN 0-86292-541-X

### 관련 영상
- Computer Science Department YouTube channel